# Тоналитет
Два смисла тоналитета: 
(1) у општем смислу - хармонско-функционални систем (итал. tonalità)
(2) у посебном смислу - тонски род на одређеној апсолутној висини, (застарело) (итал. tonо)

## Дефиниција
Тоналитет је музичко-хармонски појам. То су акордски односи и везе неке лествице у односу на њен хармонски центар, тј. основни, тонични акорд.
Значи, тоналитет неке композиције или њеног дела чине сви лествични и ванлествични (повишени и снижени) тонови који су окосница за градњу њене мелодике и хармоније.

## Шта тоналитет није
Појам тоналитет погрешно је заменити са појмовима лествица и тонски род. 
- Лествица[3] има седам ступњева и осми који је поновљени први. Лествица добија име према првом и последњем тону који су истог имена. Њени тонови се постепено нижу алфабетским редом.

- Тонски род (дур, мол, молдур)

Сва три појма која у музици треба разликовати приказана су на следећој табели:
|     | 7♭  | 6♭  | 5♭  | 4♭ | 3♭ | 2♭ | 1♭ | 0♭/ {\displaystyle \sharp } | 1 {\displaystyle \sharp } | 2 {\displaystyle \sharp } | 3 {\displaystyle \sharp } | 4 {\displaystyle \sharp } | 5 {\displaystyle \sharp } | 6 {\displaystyle \sharp } | 7 {\displaystyle \sharp } |
| Дур | Ces | Ges | Des | As | Es | B  | F  | C                           | G                         | D                         | A                         | E                         | H                         | Fis                       | Cis                       |
| Мол | as  | es  | b   | f  | c  | g  | d  | a                           | e                         | h                         | fis                       | cis                       | gis                       | dis                       | ais                       |

## Параметри за утврђивање тоналитета
Тоналитет неке мелодије утврђује се на основу:
1. Предзнака који се налазе иза кључа (стални или предзнаци уз кључ или арматура). Управо, тоналитети се разликују по броју предзнака.
2. Предзнака испред нота.
3. Завршних тонова - каденце (види слику десно)
4. Појава тона доминанте

## Подела тоналитета
Тоналитети могу бити:
1. Сродни - имају већи број заједничких лествичних тонова. Већи број заједничких лествичних тонова даје веће сродство између два тоналитета, и обрнуто.
2. Несродни - немају заједничких лествичних тонова.